# Agrias narcissus
Agrias narcissus es una especie de lepidóptero perteneciente a la familia Nymphalidae. Es originaria de Sudamérica.

## Subespecies
- Agrias narcissus narcissus (Surinam, French Guiana, Brasil (Amazonas, Amapá, Pará))
- Agrias narcissus tapajonus (Brasil (Pará, Amazonas))
- Agrias narcissus stoffeli (Venezuela (Sierra de Lema))

## Galería

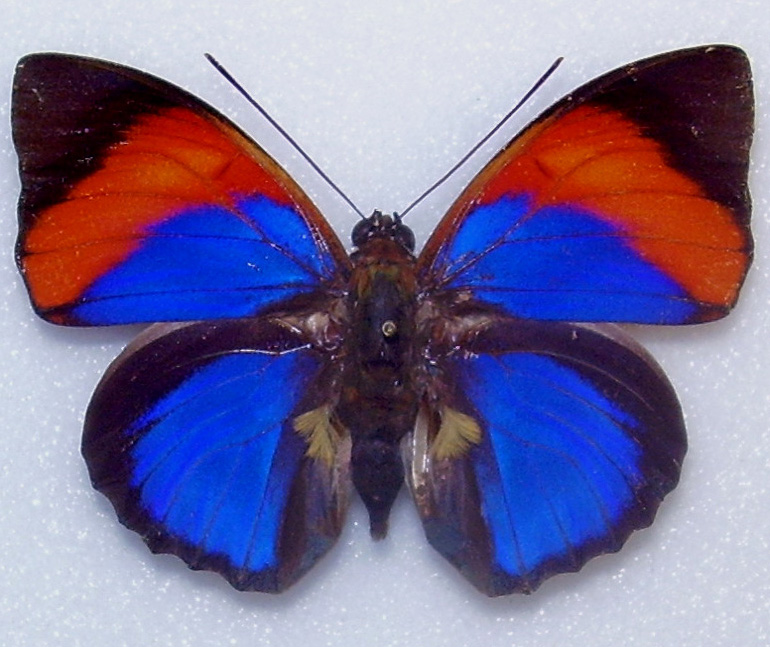
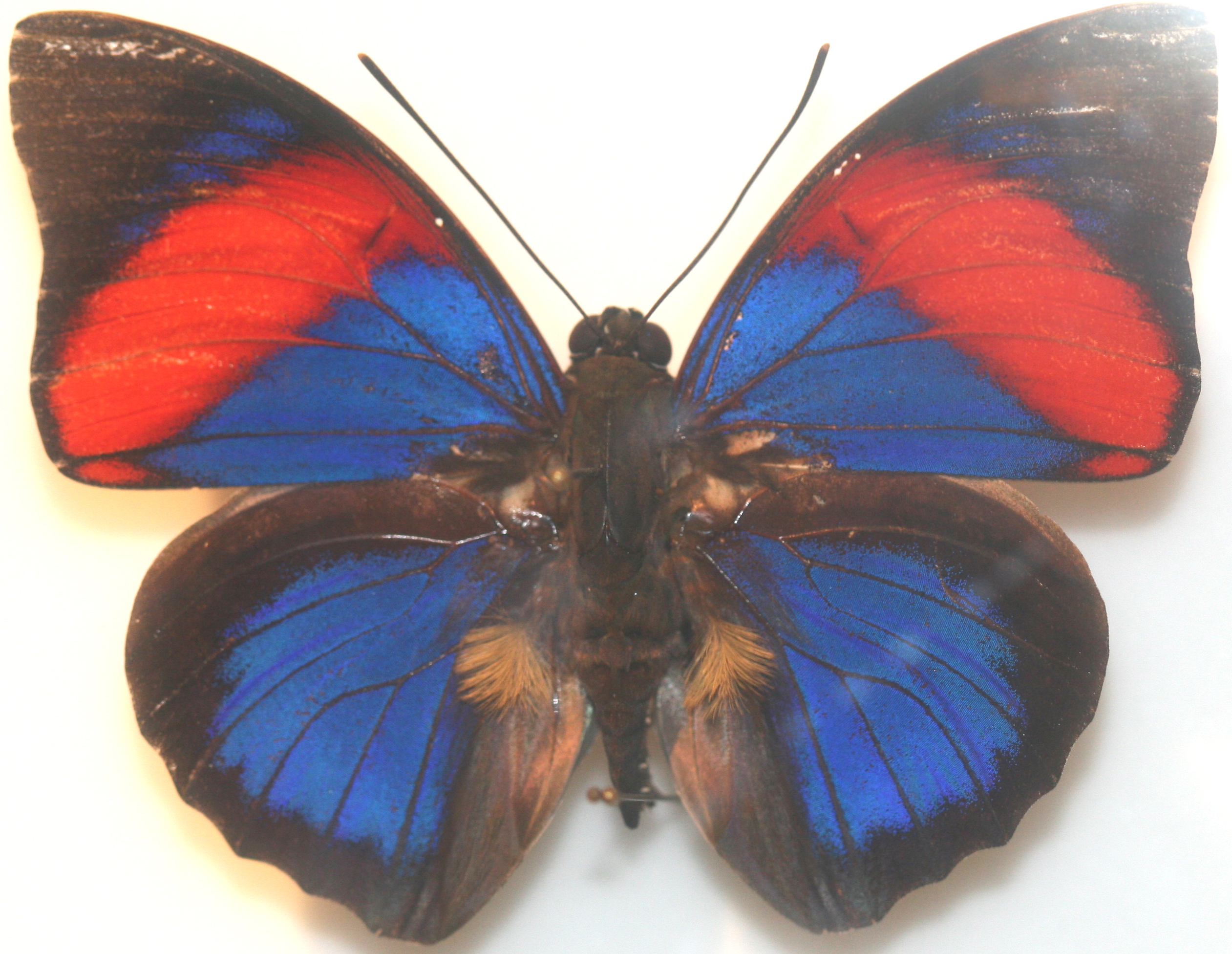